# Wikipedia
 Ikke at forveksle med asteroiden (274301) Wikipedia
Wikipedia er en internetencyklopædi, der eksisterer i over 300 sprogversioner, udelukkende med frit indhold og ingen reklamer. Wikipedia er det største og mest læste opslagsværk i historien og blandt de 10 mest besøgte websteder i verden. Den er baseret på et åbent samarbejde igennem en model, hvor frivillige og ofte anonyme brugere skaber og redigerer artiklerne. Uenigheder forsøges løst ved hjælp af diskussioner og konsensusbeslutninger.
Encyklopædien blev grundlagt af Jimmy Wales og Larry Sanger 15. januar 2001. Organisatorisk ejes Wikipedias servere mv. af Wikimedia Foundation (Wikimediastiftelsen), der er en amerikansk selvejende almennyttig institution med hjemsted i Florida. Der er frivillige støtteforeninger i en række lande, herunder Danmark.
Wikipedias troværdighed som opslagsværk blev oprindelig en del kritiseret, især i 00'erne, men er fra omkring 2010 generelt blevet vurderet som relativt troværdigt og er i nogle sammenhænge blevet en vigtig reference for faktatjek. Der er dog forskel på de enkelte sprogområders Wikipediaer. En række forskellige retningslinjer skal sikre troværdigheden. Således skal tekst skrives ud fra et neutralt synspunkt, og der kræves troværdige og uafhængige kilder til alle vigtige oplysninger.
Wikipedias sider (alle sprogudgaver tilsammen) har ca. 7 milliarder besøg hver måned. Pr. fredag den 28. marts 2025 har den engelsksprogede Wikipedia 6.973.585 artikler, 125.074 aktive bidragydere og 848 administratorer. Det er dermed den sprogversion af Wikipedia, der har flest artikler. 
Den danske udgave blev påbegyndt den 1. februar 2002. Dansk Wikipedia har 307.516 artikler pr. 28. marts 2025 og har omkring 20 millioner månedlige sidevisninger.

## Wikipedias fem søjler
Wikipedia har fem bærende grundprincipper, kendt som Wikipedias fem søjler:
1. Wikipedia er en encyklopædi
2. Wikipedia har et neutralt synspunkt
3. Wikipedia er frit indhold, som alle kan bruge, redigere og viderebringe
4. Wikipedias brugere skal behandle hinanden med respekt og høflighed
5. Wikipedia har ingen faste regler

Den mere detaljerede udmøntning af de fem søjler er udarbejdet af de enkelte sprogversioners brugere i tidens løb via løbende diskussioner og konklusioner, der følger konsensusprincippet.

## Historie
Wikipedia blev lanceret den 15. januar 2001 (kaldt Wikipediadag) af Jimmy Wales og Larry Sanger. Sanger fandt på navnet som en portmanteau af wiki (det hawaiianske ord for "hurtig") og "encyclopedia". Wales' og Sangers ønske var det samme som 1700-tallets franske encyklopædisters: at samle hele verdens viden på en og samme platform. Oprindelig var Wikipedia tænkt som et slags hjælpeforum, hvor man kunne forberede udkast til Nupedia, et tidligere projekt udtænkt af bl.a. Jimmy Wales. Nupedia anvendte mange af de samme principper som Wikipedia: Det var en frit tilgængelig internetencyklopædi baseret på hypertekst, men modsat Wikipedia blev den skrevet af navngivne eksperter med klare rutiner for fagfællebedømmelse. De to encyklopædier sameksisterede i nogen tid på nettet, men Nupedia blev hurtigt overhalet af Wikipedia og helt nedlagt i 2003.
Wikipedia var til at starte med udelukkende en engelsksproget encyklopædi, men snart blev mange andre sprogversioner udviklet, herunder også dansk Wikipedia. Sitets popularitet voksede hurtigt, og de første år oplevede det en eksponentiel vækst. 9. september 2007 rundede den engelske Wikipedia 2 millioner artikler, hvilket gjorde den til den største encyklopædi nogensinde, større end Yongle-encyklopædien fra Mingdynastiets Kina i 1408, som i næsten 600 år havde haft rekorden. Omkring 2007 toppede den engelske Wikipedias vækstrate med hensyn til antallet af nye artikler. Derefter er væksten i antallet af artikler foregået langsommere, og antallet af aktive skribenter er faldet. Årsagen til denne udvikling er blevet tilskrevet, at koordineringen mellem brugerne er blevet vanskeligere, når antallet stiger, kravene til kvaliteten af bidragene er steget, og der er ganske enkelt færre lavthængende frugter i form af manglende artikler eller tilføjelser om oplagte emner, jo mere der i forvejen er blevet skrevet.
Efter 2010 er meget af Wikimediastiftelsens arbejde rettet imod at fremme Wikipedia-sprogversioner udenfor den vestlige verden, f.eks. swahili og tamil. Den kinesiske regering har i perioder begrænset adgangen til hele eller dele af Wikipedia, hvilket har været en af hindringerne for, at Wikipedia har kunnet nå et reelt verdensomspændende publikum.

## Organisation
Det blev tidligt besluttet, at Wikipedia - modsat mange andre websteder - ikke skulle være reklamefinansieret, men bero på støtte fra donationer og sponsorater til at dække sine løbende omkostninger til it-infrastruktur, forvaltning og juridisk assistance. Wikipedia (alle sprogversioner) ejes og drives af Wikimedia Foundation (Wikimedia-stiftelsen), en amerikansk almennyttig organisation med sæde i Florida, der drives ved hjælp af donationer for at kunne være uafhængig. Der er desuden lokale "chapters" (lokale afdelinger) i form af selvstændige organisationer i en række lande, herunder Danmark, der støtter Wikimedia-stiftelsens formål.
Alle, der er koblet til internettet, kan læse og skrive i Wikipedias artikler. Personer, der har lyst til at bidrage med mere, kan oprette sig som brugere. Dette er gratis og har flere fordele, blandt andet overskuelighed. Erfarne brugere kan få status som administratorer, der har særlige rettigheder til at slette sider og blokere personer, der laver hærværk på artiklerne, f.eks. ved at indskrive forkerte informationer. Derudover udfører en række brugere et hverv som patruljanter, der løbende tjekker ændringer af artiklerne for at fjerne hærværk og misinformation. 

## Pålidelighed
For at gøre indholdet troværdigt er der en række klare retningslinjer, som alle brugere skal følge, når de redigerer i Wikipedias artikler. Retningslinjerne er blevet udviklet i tidens løb og har efterhånden skærpet kravene til nye bidrag. Blandt de centrale principper er, at indholdet skal være verificerbart, dvs. at der skal angives troværdige og uafhængige kilder til oplysningerne.
Derudover skal artiklerne være skrevet ud fra et neutralt synspunkt, og de må ikke være primærkilde til nye observationer eller konklusioner. Især pålideligheden af de artikler, som ofte vedligeholdes, og som mange forskellige brugere med forskellige synspunkter holder øje med, er høj.
Wikipedias troværdighed blev ofte kritiseret i 00'erne Sitet er således blevet kritiseret for at fremstille en blanding af "sandheder, halve sandheder og nogle løgne", og for at være genstand for manipulation og spin i forbindelse med kontroversielle emner. Ifølge iagttagere er sitet imidlertid blevet forbedret over tid og er på dette punkt ofte blevet rost fra de senere 2010'ere og frem. Allerede i 2005 udgav Nature en artikel, hvor 42 artikler om forskellige videnskabelige emner blev sammenlignet mellem Encyclopædia Britannica og Wikipedia, hvor man fandt, at Wikipedias niveau af præcision og rigtighed nærmede sig Britannicas Kritikere har dog foreslået, at hvis man havde udvalgt en tilfældig gruppe blandt alle artikler eller havde fokuseret på samfundsvidenskab eller omstridte sociale problemer, ville resultatet være blevet anderledes.
Wikipedia er ofte blevet brugt i faktatjek-sammenhænge. I 2017 annoncerede Facebook således, at siden ville hjælpe læsere med at opdage fake news ved at foreslå links til relaterede Wikipedia-artikler. YouTube annoncerede lignende planer i 2018.
Artikler om breaking news på den engelske Wikipedia bruges ofte som kilde til hyppigt opdateret information om udviklingen i sådanne aktuelle begivenheder.

## Popularitet
Wikipedia er ifølge statistikker det største og mest populære generelle referenceværk på internettet. Webstedet figurerer konsekvent blandt verdens ti mest besøgte websteder. I december 2024 var det placeret som nr. 5 på verdensranglisten hos analysevirksomheden Semrush med 7,1 mia. månedlige besøg og som nr. 7 hos konkurrenten Similarweb (som ikke offentliggør antallet af sidevisninger).
I december 2024 var 25,8 % af de besøgende fra USA, 6,2 % fra Japan, 5,8 % fra Storbritannien, 4,9 % fra Rusland og 4,8 % fra Tyskland, mens de resterende 52,6 % var fra resten af verden.
I januar 2025 havde den engelske Wikipedia knap 7 mio. artikler og var dermed den største sprogudgave. Den næststørste var Wikipedia på cebuano med 6,1 mio. artikler, og på tredje- og fjerdepladsen lå den tyske og den franske Wikipedia med henholdsvis knap 3 og 2,7 mio. artikler. Målt på antallet af brugere, der foretog redigeringer, var den engelske Wikipedia igen størst med knap 49 mio. brugere, efterfulgt af den spanske (7,3 mio.), den franske (5 mio.), den tyske (4½ mio. brugere) og den russiske (3,7 mio. brugere).

## Tekniske forhold
Wikipedias software bygger på MediaWiki, et open-source softwaresystem skrevet i PHP og med anvendelse af MySQL-databasesystemet.
Projektet kører på mange dedikerede servere, der er placeret i Florida, USA og tre andre steder i verden. Disse servere er ansvarlige for Wikipedia på alle sprog og for postlisterne.
Wikipedia modtager mellem 2000-7000 sidevisninger per sekund. Over 200 servere er blevet sat op for i fællesskab at kunne håndtere den enorme mængde trafik.
Der har været mobil adgang til Wikipedia siden 2004. I 2024 var ca. 2/3 af alle sidevisninger på den engelske Wikipedia mobilvisninger, mens den sidste tredjedel var på en computer.

## Dansk Wikipedia
Den dansksprogede udgave af Wikipedia blev lanceret 1. februar 2002 og var i december 2024 den 24.største målt på antallet af aktive brugere og den 39.største udgave af Wikipedia målt på antallet af artikler. Pr. fredag den 28. marts 2025 har den dansksprogede Wikipedia 307.516 artikler, 2.070 aktive bidragydere og 26 administratorer.
I december 2024 var der omkring 21,3 millioner sidevisninger på dansk Wikipedia. Til sammenligning havde Lex ifølge sin årsrapport 37,5 millioner sidevisninger i hele året 2023, svarende til 3,1 millioner pr. måned.
Den danske Wikipedia er ikke repræsenteret på Dansk Online Index' statistik, der kun viser sites under .dk-domænet. 21,3 mio. visninger ville svare til en placering som nr. 12 på indeksets rangliste for december 2024 (mellem Politiken.dk og jv.dk). Analysevirksomheden Similarweb offentliggør en rangliste over de mest besøgte websites fra Danmark, uanset domænenavn. Her rangerede wikipedia.org (dvs. ikke kun den danske, men alle wikipediaer inklusive den engelsksprogede udgave) som nr. 13 i december 2024.